# Cipriani Potter
Cipriani Potter, nome completo Philip Cipriani Hambly Potter, (Londra, 3 ottobre 1792 – Londra, 26 settembre 1871), è stato un compositore, pianista, direttore d'orchestra ed insegnante inglese. Dopo una prima carriera come esecutore e compositore, fu tra i primi membri dello staff della Royal Academy of Music di Londra, e divenne il suo preside nel 1832, rimanendo in carica fino al 1859.

## Biografia

### Primi anni
Potter nacque a Londra da una famiglia di musicisti. Era il terzo figlio dei sette figli di Richard Huddleston Potter (1755-1821), flautista, violinista e insegnante e di sua moglie Charlotte, nata Baumgarten (1757-1837). Il nome Cipriani, con il quale fu noto per tutta la vita, deriva dalla sua madrina, che si diceva fosse una sorella dell'artista Giovanni Battista Cipriani.
Quando Potter aveva sette anni iniziò la sua istruzione musicale, prima con suo padre e poi con Thomas Attwood, William Crotch e, dal 1805 al 1810, Joseph Wölfl. L'ultimo, che, come Attwood, era un ex allievo di Mozart, è considerato dal biografo Philip Olleson il maestro che ha influenzato maggiormente il giovane Potter. A 21 anni Potter fu accettato come membro associato della Philharmonic Society di recente fondazione e fu eletto membro a pieno titolo nel 1815. L'anno seguente la società gli commissionò un'overture in Mi minore e partecipò a concerti successivi sia come compositore che esecutore. Debuttò come pianista nel suo sestetto per pianoforte, flauto e archi, op. 11, un'altra commissione della società, nell'aprile 1816.

### Vienna e carriera concertistica
Nel 1817 Potter viaggiò a Vienna, dove rimase per otto mesi, prima di trasferirsi in altre città in Austria e Germania e poi andare in Italia. Guardando indietro alla vita di Potter, il compositore e accademico Sir George Macfarren osservò nel 1884 che la residenza temporanea di Potter nell'Europa continentale era "tanto per lo scopo di studio quanto per il gusto di ottenere esperienza di altre esibizioni musicali di quanto si potesse sentire a Londra. A quel tempo Londra non era, come è ora, il centro di tutto ciò che deve essere ascoltato in musica". A Vienna Potter incontrò Beethoven, che lo approvò, ma rifiutò di insegnargli composizione, consigliandolo di studiare con Emanuel Aloys Förster. Beethoven tuttavia lesse alcune delle composizioni di Potter e gli diede i suoi commenti. Potter successivamente pubblicò un articolo, "I ricordi di Beethoven" in Musical World, mettendo in chiaro la sua grande ammirazione e affetto. Durante il suo periodo in Italia Potter sviluppò un'ammirazione per l'opera italiana e in particolare per le opere di Rossini. Dodici anni dopo scrisse Variazioni di bravura on a theme by Rossini, usando una melodia di Matilde di Shabran.
Ritornato in Inghilterra nel 1819 Potter divenne una figura centrale nella vita da concerto di Londra come pianista e direttore. Programmava regolarmente i concerti per pianoforte di Mozart, poco conosciuti a Londra: c'erano state solo sei esibizioni di un concerto per pianoforte di Mozart prima del ritorno di Potter. Tenne spettacoli regolari di almeno nove di essi.
 Tenne anche le anteprime inglesi del terzo e quarto concerto per pianoforte di Beethoven.

### Royal Academy of Music e anni successivi
Nel 1822 Potter iniziò a insegnare presso la nuova Royal Academy of Music, prima pianoforte e poi direzione d'orchestra. Nel 1832 divenne preside, ricoprendo l'incarico per 27 anni, un mandato superato solo da quello di Alexander Campbell Mackenzie. Tra i suoi studenti c'erano William Sterndale Bennett e Joseph Barnby. Dato che si concentrava maggiormente sul suo lavoro educativo e sulla preparazione delle edizioni della musica per tastiera di Mozart e Beethoven, componeva meno e meno spesso. Ci sono poche opere scritte dopo il 1837. Mantenne un vivo interesse per la nuova musica del continente, sostenendo le opere di Schumann e, nei suoi ultimi anni, di Brahms. Secondo il Grove's Dictionary of Music and Musicians, "L'influenza di Potter come insegnante è stata grande; un uomo di arguzia e generosità pronte, fu molto ammirato e amato".
Nel 1871 l'ultima apparizione di Potter in concerto fu la prima esibizione britannica del Ein deutsches Requiem di Brahms, nella versione con accompagnamento a pianoforte a 4 mani, con la pianista Kate Loder. Morì il 26 settembre di quell'anno nella sua casa vicino a Hyde Park, a Londra, e fu sepolto al Kensal Green Cemetery.

## Musica

### Orchestrale
- Sinfonia [n. 1] in Sol minore (1819, revisionata 1824–26) [non numerata dal compositore]
- Sinfonia [n. 2] in Si♭ maggiore (1821, revisionata 1839) [non numerata dal compositore]
- Sinfonia [n. 3] in Do minore (1826) [numerata come n. 6 dal compositore]
- Sinfonia [n. 4] in Fa maggiore (1826) [numerata come n. 7 dal compositore]
- Sinfonia [n. 5] in Mi♭ maggiore (1828, revisionata con sostituzione del movimento lento 1846) [numerata come n. 8 dal compositore]
- Sinfonia [n. 6] in Sol minore (1832) [numerata sia come n. 10 che n. 2 dal compositore]
- Sinfonia [n. 7] in Re maggiore (1833) [numerata come n. 2 dal compositore]
- Sinfonia [n. 8] in Do minore (1834) [non numerata dal compositore]
- Sinfonia [n. 9] in Re maggiore (1834) [numerata come n. 4 dal compositore]
- Overture in E minore (1815, revisionata 1848)
- Antony and Cleopatra, overture (1835)
- Cymbeline, overture (1836)
- The Tempest overture (1837)
- March (1854)

### Concerti
- Introduzione e Rondo Alla Militaire per pianoforte e orchestra (1827)
- Duo concertante per pianoforte, violino e orchestra (1827)
- Concertante per violino, violoncello, contrabbasso, pianoforte e orchestra su Les folies d'Espagne
- Variazioni di Bravura su un tema di Rossini per pianoforte e orchestra (1829)
- Ricercata 'su un tema francese preferito per pianoforte e orchestra (1830)
- Concerto per pianoforte in Re minore (1832)
- Concerto per pianoforte in Mi ♭ maggiore (1833)
- Concerto per pianoforte in Mi maggiore (1835)

### Camera
- Grand Trios for clarinet, bassoon and piano
- * n.1 in Mi♭ major
- * No 2 in Re major
- * No 3 in Si♭ major
- Piano trio, Op. 12 (c. 1824)
- Sonata di bravura for horn and piano, Op. 13 (alternative version for bassoon, cello and piano) (c. 1824)
- Sextet for flute, string quartet and piano, Op. 11 (c. 1827)
- Sextet in E♭ major, for flute, cello, viola cello, bouble basse and piano (1836)
- String Quartet

### Pianoforte
(Solo se non diversamente indicato)
- 3 Waltzes in German Style (1816)
- Recueil de valzers (1816)
- Trio, piano 5 hands (c. 1816)
- Andante "La placidità" (1817)
- Sonata, C, Op. 1 (1818)
- Variations on Mozart's "Fin ch'han dal vino", Op. 2 (1816)
- Sonata in Re maggiore, Op. 3 (1818)
- Sonata in Mi minore Op. 4 (1818)
- Polonaise (1818)
- Rondeau (1818)
- Thirteen Variations, on "Bekränzt mit Laub" (c. 1818)
- Rondeau brillant [n.1] (c. 1818)
- Fantasia, March and Trio (c. 1820)
- Grand duo, piano 4 hands, Op. 6 (c. 1821)
- Fantasia, on "Chi dice mal d'amore" (c. 1822)
- Mes rêveries (c. 1823)
- Le départ de Vienne (c. 1823)
- Pezzi di bravura, Op. 15 (c. 1824)
- Andante and Allegretto "Il compiacente", Op. 16 (c. 1824)
- The Parade, military divertimento, Op. 17 (c. 1824)
- Impromptu, on the Scottish air "Auld Robin Gray", Op. 8 (1825)
- Enigma Variations, Op. 5 (c. 1825)
- 3 Toccatas, Op. 9
- Studies in All the maggiore and Minor Keys, Op. 19 (1826)
- Introduction and Rondo giocoso, Op. 20 (c. 1826)
- Introduction and Variations, with coda and cadenza  (c. 1826)
- Allegro di bravura "Il vispo e la fuggita" (before 1827)
- Rondeau brillant n.2, Op. 21 (1827)
- Fugue in E maggiore for 3 pianos (1827)
- Fantasia and Fugue for 2 pianos (c. 1818)
- 54 Impromptus, Op. 22 (1832)
- Celebrated Octave Lesson (1834–48)
- Introduction and Variations, on "Alice Gray" (before 1837)
- Impromptu in Si♭ (1841)
- 3 amusements, Op. 28 (c. 1848–51)
- Impromptu in Re (c. 1850)
- Introduction and Rondoletto, Op. 23 (c. 1851)
- Impromptu in Sol maggiore and Sol minor
- Eine Grille (1868)
- Rondo scherzando "Il sollievo" (undated)

### Voce
- When evening draws her curtain round, for voice and piano (c. 1817)
- No More, canzonet, for voice and piano (1825)
- Medora e Corrado, cantata for solo voices, chorus and orchestra (1830)

Source: Grove Dictionary of Music and Musicians.
Nell'Oxford Dictionary of National Biography, Philip Olleson scrive che il periodo più produttivo di Potter come compositore fu tra il suo ritorno in Gran Bretagna nel 1819 e il 1837, dopo di che non produsse quasi musica. Olleson commenta che sebbene nell'elenco delle opere di Potter quelle per piano solista siano molto più numerose delle sue altre composizioni, sono le nove sinfonie sopravvissute che sono le più importanti e mostrano "molti tocchi efficaci di orchestrazione e una buona dose di contrappunto e imitazione". Nell'articolo su Potter nel Grove's Dictionary of Music and Musicians, Philip Peter e Julian Rushton esprimono il rammarico per il fatto che Potter abbia rinunciato a comporre e considerano alcune delle sue opere "magistrali": portano ad esempio "almeno una mezza dozzina di sinfonie", il Quartetto d'archi in Sol maggiore, il Sestetto per flauto, clarinetto, viola, violoncello, contrabbasso e pianoforte e le tre overture basate su Shakespeare.
Lo scrittore di musica Lewis Foreman commenta che Potter ha costituito il primo corpo di opere sinfoniche di un compositore britannico. Secondo Foreman le sinfonie sono, per il loro tempo, ambiziose nel loro uso dell'orchestra, mostrando l'influenza del primo Beethoven e ricordando le sinfonie di Schubert, sebbene all'epoca fossero completamente sconosciute in Gran Bretagna.

## Registrazioni

### Registrazioni commerciali di opere di Potter
- Sinfonia n. 7 in Fa maggiore. Orchestra filarmonica da camera ceca, Douglas Bostock, OCLC 767869392
- Sinfonia n. 8 in Mi bemolle. Milton Keynes Chamber Orchestra, Hilary Davan Wetton OCLC 28508988
- Sinfonia n. 10 in Sol minore. Milton Keynes Chamber Orchestra, Hilary Davan Wetton OCLC 28508988
- Concerto per pianoforte n. 2 in Re minore. Tasmanian Symphony Orchestra, Howard Shelley OCLC 993050841
- Concerto per pianoforte n. 4 in Mi maggiore. Tasmanian Symphony Orchestra, Howard Shelley OCLC 993050841
- Variazioni di bravura su un tema di Rossini. Tasmanian Symphony Orchestra, Howard Shelley OCLC 993050841
- Sonata di bravura per corno e pianoforte. John Stobart (corno); Barbro Jansson (piano) OCLC 648758081

Sorgente: WorldCat.